# Biblioteka Kongresu
Biblioteka Kongresu (ang. Library of Congress) – biblioteka, która powstała w 1800 roku w Waszyngtonie. W 2019 roku posiadała w swoich zbiorach ponad 170 mln woluminów w ponad 470 językach. Pełni funkcję biblioteki narodowej. Zapewnia publiczny dostęp do zbiorów, chociaż jej głównym zadaniem jest służba Kongresowi. We wrześniu 2019 Biblioteka Kongresu zatrudniała 3210 stałych pracowników. 

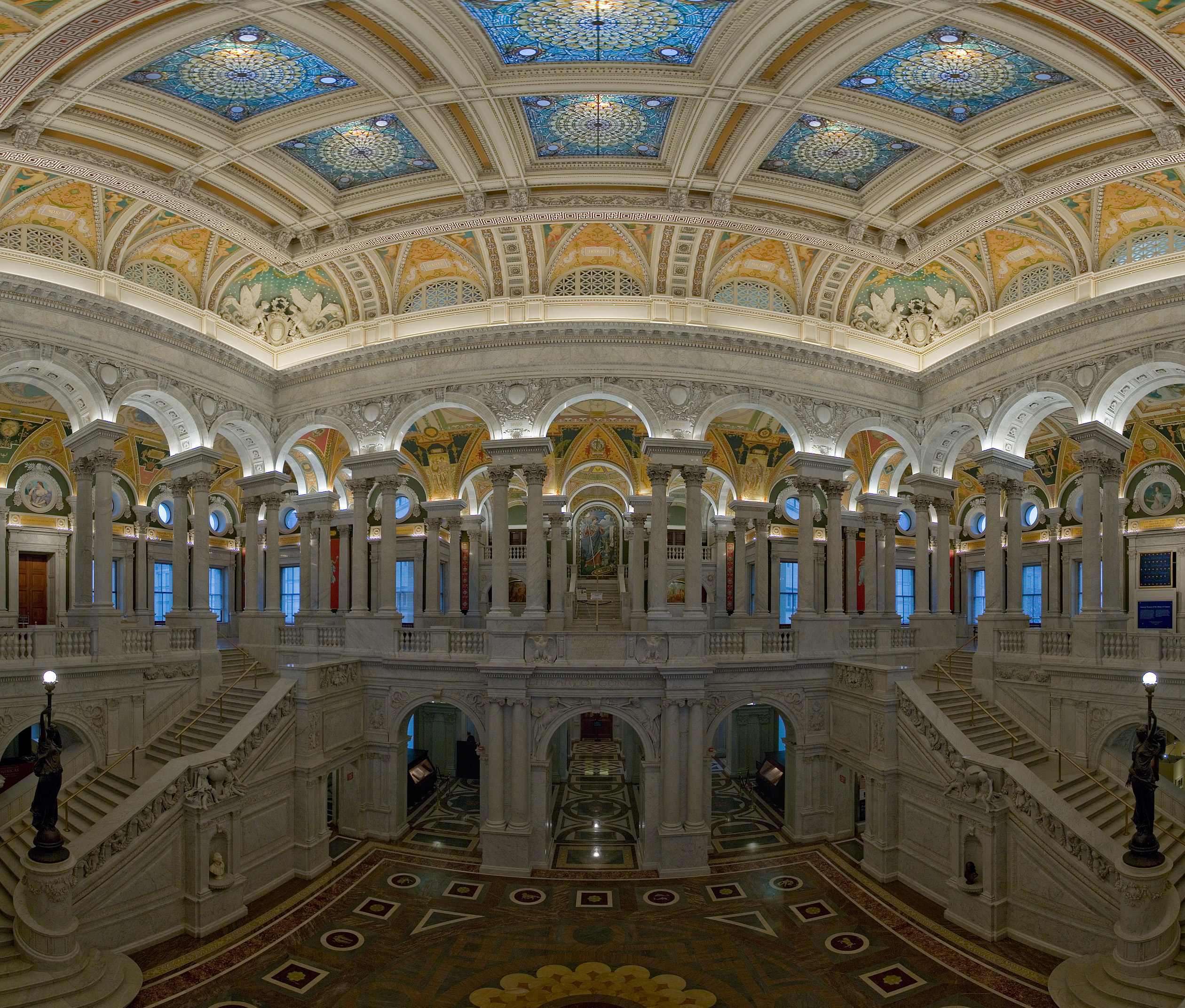
Wielka Sala Biblioteki Kongresu

## Historia
24 kwietnia 1800 roku prezydent John Adams zatwierdził powstanie biblioteki i przeznaczył 5 000 dolarów na zakup książek w Londynie na potrzeby Kongresu. W 1801 do Waszyngtonu statkiem „American” przypłynęło 740 książek i trzy mapy. Biblioteka mieściła się początkowo w budynku Kongresu Stanów Zjednoczonych. Thomas Jefferson w styczniu 1802 roku zatwierdził pierwszą ustawę określającą zadania i zakres działalności biblioteki. Na jej mocy powstało stanowisko bibliotekarza Kongresu zatwierdzanego przez prezydenta oraz stałą Komisję Wspólną Kongresu ds. Biblioteki (Joint Committee of Congress on the Library). Jego zadaniem było opracowanie zasad funkcjonowania oraz nadzorowanie działalności i budżetu. W 1814 roku podczas wojny brytyjsko-amerykańskiej budynek Kongresu został podpalony. Pomieszczenie biblioteki i część zbiorów zostały zniszczone. W latach 1815–1818 bibliotekę przeniesiono do budynku hotelu Blodget. Wtedy też zakupiono kolekcję prezydenta Jeffersona.
W 1924 zbiory przeniesiono z poddasza w północnym skrzydle do zachodniego budynku Kongresu. 1 listopada 1897 roku biblioteka przeniosła się do nowego budynku. Rozpoczęto wtedy prace nad opracowaniem nowej klasyfikacji zbiorów, ponieważ do tej pory używano tej stworzonej przez Jeffersona dla jego kolekcji. Nowa klasyfikacja została wdrożona za kadencji Herberta Putnama. Rozbudowano wówczas znacznie księgozbiór, kupując kolekcje literatury: rosyjskiej, hebrajskiej, chińskiej, japońskiej. Zakupiono wtedy kolekcję rodziny Romanowów liczącą 2800 woluminów, w której część zbiorów pochodziła z bibliotek Aleksandra III i Mikołaja II i ich rodzin. W 1930 roku zakupiono za 1,5 mln dolarów kolekcję Ottona Vollbehra, w której znalazło się 3115 inkunabułów, w tym egzemplarz Biblii Gutenberga.
Ponieważ zbiory szybko się rozrastały, w 1928 roku został zatwierdzony plan budowy nowego budynku, który obecnie nosi imię Johna Adamsa. Archibald MacLeish przeprowadził reorganizację biblioteki, grupując 35 działów w departamentach opracowania, gromadzenia i informacji. W 1960 roku Kongres zatwierdził budowę kolejnego budynku na potrzeby biblioteki, który ukończono dopiero w 1981 roku. W połowie lat 60. biblioteka stworzyła format MARC do katalogowania zbiorów bibliotecznych, zapoczątkowując automatyzację bibliotek. W 1973 roku format ten został zatwierdzony jako standard międzynarodowy. W latach 1954–1997 biblioteka otwarła 5 regionalnych placówek (Regional Acquisition Center), które zajmowały się zakupami zagranicznych zbiorów na potrzeby Biblioteki Kongresu i innych bibliotek amerykańskich.       

## Dyrektorzy Biblioteki Kongresu
- John James Beckley (1802–1807) – pierwszy bibliotekarz z mianowania prezydenta Thomasa Jeffersona,
- Patrick Magruder (1807–1815),
- George Watterson (1815–1829) – trzeci bibliotekarz w historii biblioteki, propagował ideę Biblioteki Kongresu, jako biblioteki narodowej,
- John Silva Meehan (1829–1861),
- John Gould Stephenson (1861–1864),
- Rand Spofford (1864–1897) – przejął zbiory Smithsonian Institution, w zamian obiecał otworzyć bibliotekę dla wszystkich zainteresowanych (wcześniej mieli do niej dostęp tylko członkowie rządu). Przekonał również Kongres, że zbudowanie oddzielnego budynku bibliotecznego jest niezbędne dla rozwoju biblioteki,
- John Russel Young (1897–1899) – nadzorował przenoszenie zbiorów do nowego budynku, zatrudnił bibliotekarzy do opracowania nowej klasyfikacji zbiorów, poprosił amerykańskie placówki dyplomatyczne o przesyłanie do biblioteki czasopism i innych materiałów bibliotecznych, związanych z lokalną historią i kulturą[5],
- Herbert Putnam (1899–1939) – pierwszy bibliotekarz z wykształceniem bibliotekoznawczym. Za jego kadencji został opracowany i wprowadzony System Klasyfikacji Biblioteki Kongresu używany do dziś[5],
- Archibald MacLeish (1939–1944),
- Luther H. Evans (1945–1953),
- Lawrence Quincy Mumford (1954–1974),
- Daniel J. Boorstin (1975–1987),
- James H. Billington (1987–2015),
- David S. Mao (1 października 2015 – 14 września 2016),

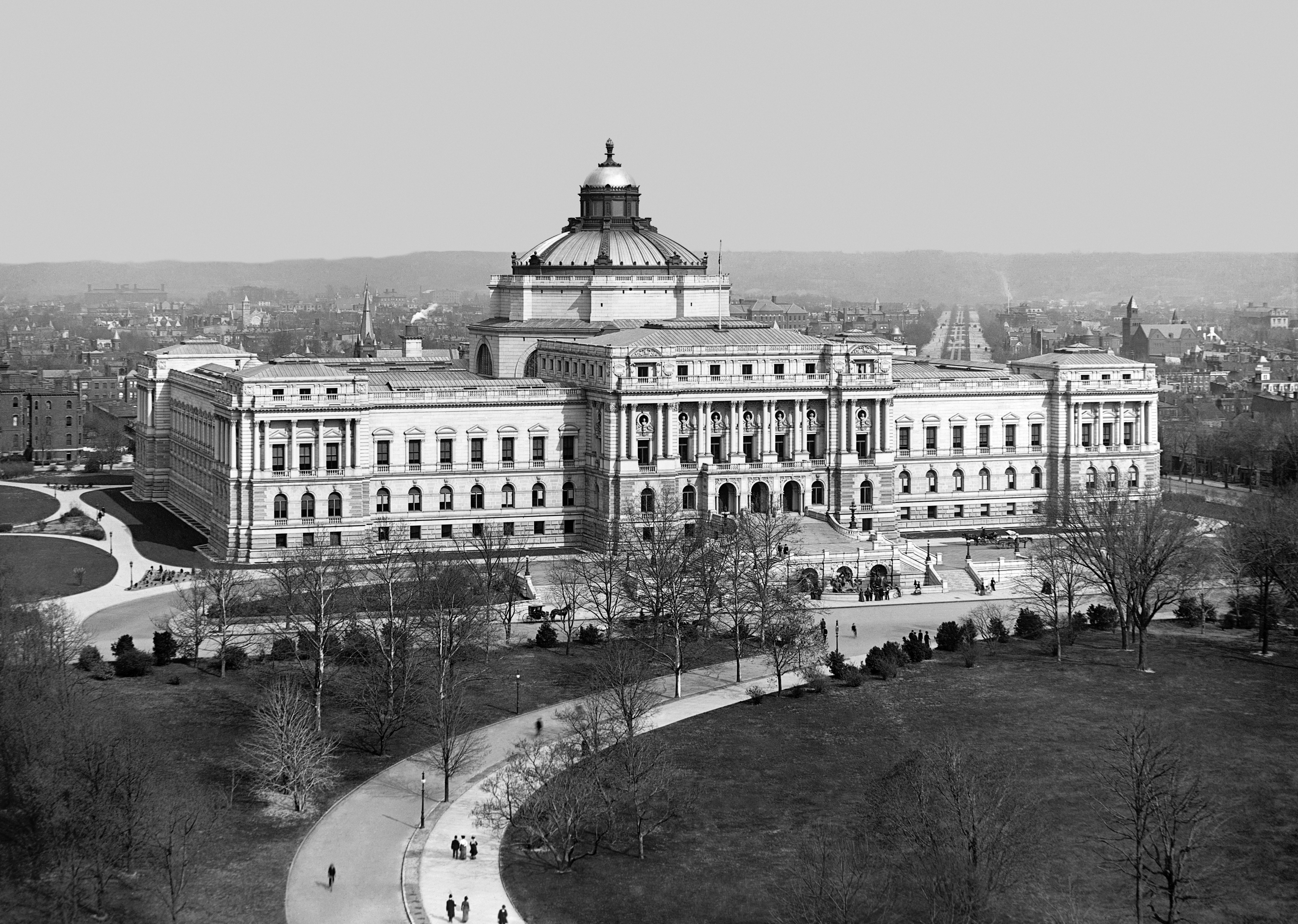
Biblioteka Kongresu, Thomas Jefferson Building, Washington, D.C., ok. 1902 r.

- Carla Hayden  (2016 –).

## Siedziba biblioteki

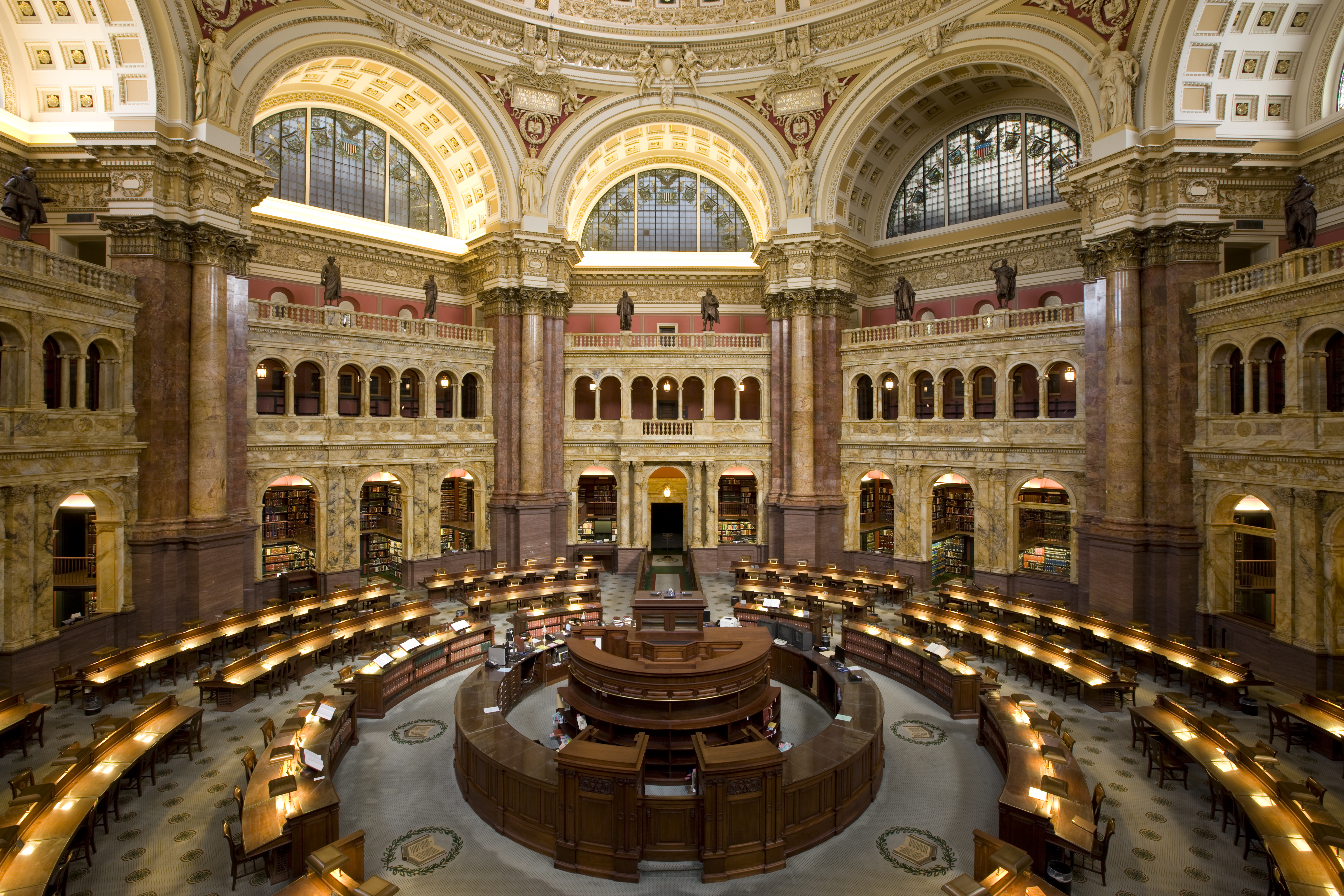
Czytelnia biblioteki

Obecnie (2020) biblioteka zajmuje powierzchnię 29 ha i mieści się w czterech budynkach. Najstarszym jest budynek im. Thomasa Jeffersona.

### Budynek im. Thomasa Jeffersona
Library of Congress Thomas Jefferson Building został otwarty 1 listopada 1897 i znajduje się przy 1st St SE. Imię Thomasa Jeffersona nadano mu 13 czerwca 1980 roku. Chciano w ten sposób uczcić założyciela biblioteki. W budynku tym mieszczą się administracja biblioteki i czytelnia główna.
W budynku znajdują się czytelnie: Główna (Main Reading Room), Członków Kongresu (Congressional Members Room), Europejska (European Reading Room),  Azjatycka (Asian Reading Room), Hiszpańska (Hispanic Reading Room), Afryki i Środkowego Wschodu (African and Middle Eastern Division Reading Room), Starych Książek i Zbiorów Specjalnych (Rare Book and Special Collections Reading Room),  Historii Lokalnej i Genealogii (Local History and Genealogy Reading Room),  Mikrofilmów (Microform Reading Room), Centrum Literatury Dziecięcej (Children’s Literature Center) oraz Centrum Amerykańskiego Folkloru (American Folklife Center).

### Budynek im. Johna Adamsa
W 1928 roku Herbert Putnam pełniący funkcję dyrektora biblioteki poprosił Kongres o pieniądze na zakup gruntu po wschodniej stronie budynku biblioteki. Planował tam wybudować dodatkowy budynek, któremu nadał nazwę „The Annex”. W 1930 roku biblioteka otrzymała pieniądze na jego budowę oraz na tunel łączący go z głównym budynkiem. W tunelu zainstalowano system pneumatyczny służący do przesyłania książek do czytelni głównej. Budynek został zaprojektowany przez firmę Pierson & Wilson, a projekt konsultował architekt Alexander Buel Trowbridge. Otwarcie miało miejsce 3 stycznia 1939 roku. W 1980 roku budynkowi nadano imię Johna Adamsa (Library of Congress John Adams Building), który zatwierdził ustawę ustanawiającą Bibliotekę Kongresu. W budynku mieści się 10 000 000 książek i  Czytelnia Naukowo-Biznesowa (Science and Business Reading Room).

### Budynek im. Jamesa Madisona
Projekt budynku, którego budowę rozpoczęto w 1965 roku przygotowała firma DeWitt, Poor and Shelton Associated Architects. Nosi on imię Jamesa Madisona (Library of Congress James Madison Memorial Building) i został otwarty w 1981 roku. Znajduje się przy Independence Ave SE. W budynku znajdują się czytelnie: Biblioteki Prawniczej (Law Library Reading Room), Czasopism (Newspaper and Current Periodical Reading Room), Geograficzna i Map (Geography and Map Reading Room), Sztuki (Performing Arts Reading Room), Druków i Fotografii (Prints and Photographs Reading Room), Filmowo-Telewizyjna (Motion Picture and Television Reading Room), Rękopisów (Manuscript Reading Room), Nagrań Dźwiękowych (Recorded Sound Reference Center).

### Packard Campus for Audio-Visual Conservation
Najnowszy budynek Biblioteki Kongresu został otwarty w roku 2007 w Culpeper, w stanie Wirginia. Umieszczono tam zbiory: wizualne, dźwiękowe, filmy, taśmy telewizyjne. Są one bezpłatnie udostępniane w sali do wyświetlania filmów.

## Zbiory
W zbiorach biblioteki znajdują się między innymi: Biblia Gutenberga, pierwsza książka wydana w Stanach Zjednoczonych – The Bay Psalm Book (1640 Cambridge, Massachusetts), zbiory prywatnych bibliotek, m.in. Adolfa Hitlera, Susan B. Anthony, Theodora Roosevelta i rosyjskiej rodziny carskiej, kolekcja kieszonkowych globusów, najmniejsza książka świata – Old King Cole.
W 1814 roku podczas wojny brytyjsko-amerykańskiej budynek Kongresu został podpalony i biblioteka spłonęła. Zostało zniszczonych 3 000 woluminów. Część zbiorów ocalała dzięki przeniesieniu ich w bezpieczne miejsce. Aby odbudować zbiory Jefferson sprzedał bibliotece swój zbiór książek liczący 6 487 woluminów za 23 950 dolarów. Po kolejnym pożarze w 1851 roku Kongres na odbudowę zniszczonego w połowie księgozbioru przeznaczył 168 700 $. Po zmianie w 1859 roku prawa autorskiego biblioteka przestała otrzymywać egzemplarz obowiązkowy. Po zakończeniu w 1865 roku wojny secesyjnej księgozbiór biblioteki liczył tylko 80 000 tomów i zatrudniała ona 7 osób. W 1870 roku Kongres uchwalił nowy Copyright Act, na podstawie którego to Biblioteka Kongresu była odpowiedzialna za działalność i zachowanie praw autorskich oraz przekazywanie egzemplarza obowiązkowego. W 1897 roku zbiory liczyły 840 000 woluminów.
Biblioteka gromadzi zbiory ze wszystkich dziedzin wiedzy oprócz rolnictwa i medycyny, które są gromadzone w oddzielnych bibliotekach narodowych. Zbiory liczyły (2019) 170 milionów woluminów w 470 językach. Ze zbiorów mogą korzystać nie tylko kongresmeni, ale także na miejscu studenci i uczniowie szkół średnich (po wykazaniu, że danych zbiorów nie ma w innych bibliotekach i na prośbę dyrektora szkoły). Od 1994 roku biblioteka realizuje National Digital Library Program, którego celem jest udostępnienie historycznych zbiorów związanych z historią Stanów Zjednoczonych. W 2021 roku została zakończona digitalizacja zbiorów dokumentów związanych z  kolejnymi 23 prezydentami. Czytelnikom na stronie internetowej udostępniono 3,3 miliona zdjęć.  

### Egzemplarz obowiązkowy
Zgodnie z przepisami (Copyright Law of the United States of America) przy bibliotece działa Urząd ds. Praw Autorskich (Copyright Office), do którego każdy wydawca (właściciel praw autorskich lub wyłącznego prawa do publikacji dzieła w Stanach Zjednoczonych) ma obowiązek przekazać 2 egzemplarze każdego wydawnictwa w ciągu trzech miesięcy od daty jego wydania. Publikacjami tymi zarządza Biblioteka Kongresu. Podejmuje ona decyzję o zachowaniu publikacji w swoich zbiorach lub przekazuje ją do innych bibliotek narodowych, jak: National Agricultural Library, National Library of Education, National Library of Medicine, National Transportation Library. Formalnie Biblioteka Kongresu nie jest biblioteką narodową, chociaż posiada większość jej cech. Ma ona służyć członkom Kongresu i zgodnie z prawem federalnym nie ma obowiązku gromadzenia wszystkich wydawnictw amerykańskich. Niewywiązanie się przez wydawcę z obowiązku przesłania egzemplarzy jest zagrożone karą 250 lub 2500 dolarów, jeśli uchyla się od wypełnienia tego obowiązku umyślnie. Biblioteka nie publikuje bibliografii narodowej, tylko National Union Catalog, czyli wydruk materiałów umieszczonych w jej katalogu i innych instytucji na terenie Stanów Zjednoczonych. Informuje on, jakie książki dotyczące Stanów Zjednoczonych zostały wydane i gdzie są dostępne.